# Балин, Валентин Асигкритович
Валентин Асигкритович Балин (1869—1934) — русский предприниматель, потомственный почётный гражданин.

## Биография
Родился в 1869 году во Владимирской губернии в семье Асигкрита Яковлевича Балина — предпринимателя и торговца, представителя купеческой династии Балиных, и его жены — Иларии Николаевны Балиной.

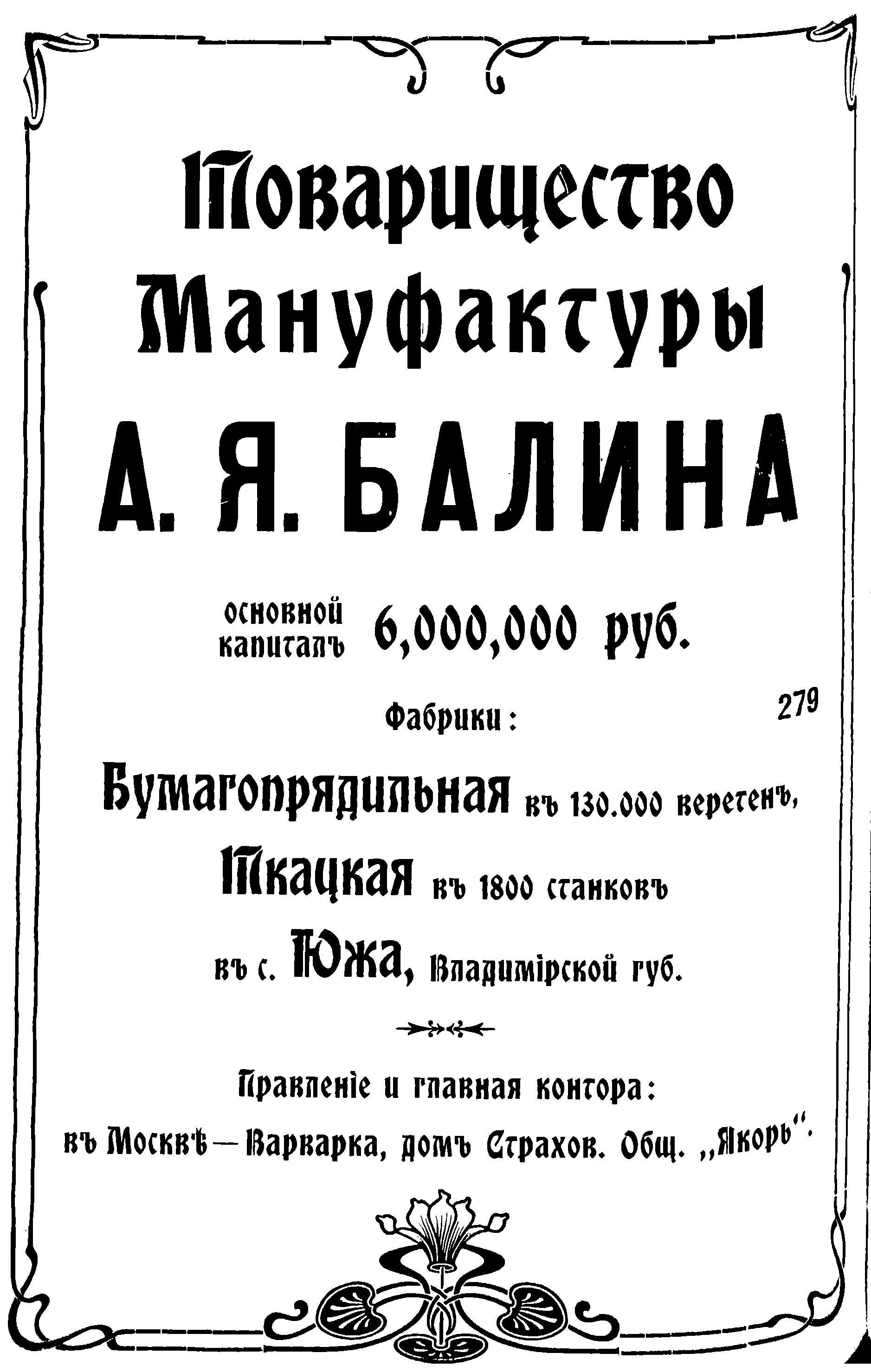
Реклама «Товарищества», 1909

Пошёл по стопам своего отца, также стал предпринимателем и был вторым директором «Товарищества мануфактуры А. Я. Балина», годовое производство пряжи, миткалей и других суровых тканей которой достигало 10 млн рублей.
Также был директором правления «Товарищества мануфактуры А. Я. Балина» Южской мануфактуры и директором «Товарищества Шуйско-Тезинской мануфактуры». Во время его руководства товариществом на фабрике появились Народный дом, в котором были театральный зал, клуб, вечерние классы и библиотека.
Владел недвижимостью в Москве: особняк на Большой Никитской улице, 43 (1900, архитектор Никита Зеленин, при участии С. М. Жарова; ныне резиденция посла Турции). 

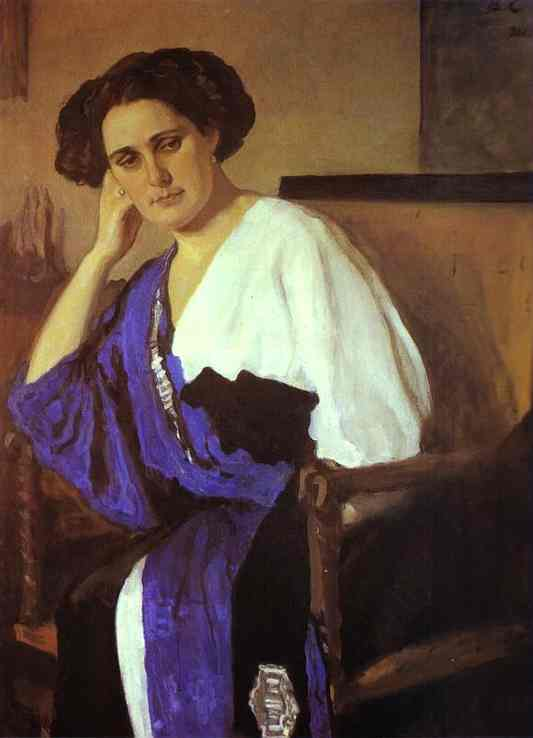
Портрет Е. А. Балиной работы В. А. Серова. 1911.

### Семья
В 1898 году Валентин Асигкритович Балин женился на Елене Алексеевне Постниковой (1877—1945), дочери А. А. Постникова, владельца московской фабрики металлических изделий из рода фабрикантов и коллекционеров Постниковых. С 1902 года они жили в Москве на Большой Никитской, 43 в специально построенном для молодой семьи особняке. До 1917 года Балин владел усадьбой Ачкасово Коломенского уезда Московской губернии, был ктитором местного храма Святого Николая. После Октябрьской революции 1917 года его семья подверглась репрессиям.
В браке у Валентина и Елены Балиных родился сын Кирилл и две дочери: Вера и Нина.
- Дочь Вера Валентиновна Ильина (1899—1987) — мемуаристка. Вышла замуж за землеведа-эволюциониста Ростислава Сергеевича Ильина (1891—1937)[11].
  - Внучка Ольга Ростиславовна Ильина — общественный деятель, краевед[10].
  - Внук Игорь Ростиславович Ильин (род. 1926) — агроном-почвовед, литератор, мемуарист[12].